# Ernest Hendlé
Ernest Hendlé, né le 14 février 1844 à Paris (ancien 3e), mort le 7 février 1900 à Caen, est un haut fonctionnaire français, préfet sous la Troisième République.

## Biographie
Fils d'un négociant. De 1864 à 1870, il est avocat à la cour d'appel de Paris. 
Il est présent lors des inaugurations de l'Exposition nationale et régionale de Rouen en 1884 et de l'Exposition nationale et coloniale de Rouen en 1896.
Il est membre de la Franc-maçonnerie.
Le 17 octobre 1865 à Paris, il épouse Betty, fille d'Albert Cohn. Son fils Albert sera préfet du Calvados.
Il meurt à Caen, chez son fils. Il est inhumé le 13 février 1900 dans la division israélite du cimetière de Montmartre.

## Carrière
- 1864 : avocat au barreau de Paris
- 1870 : Secrétaire particulier du ministre des Affaires étrangères du gouvernement de la Défense nationale Jules Favre
- 1871 : Préfet du  Nord à Lille par intérim ; rappelé par Jules Favre
- 1871 : Préfet de la Creuse à Guéret
- 1872 : Préfet de Loir-et-Cher à Blois
- 1876 : Préfet de l’Yonne à Auxerre
- 1877 : Préfet de Saône-et-Loire à Mâcon
- 1882 : Préfet de la Seine-Inférieure à Rouen ; mort en fonction

## Publications
- Questions politiques et sociales, Paris, Noirot, 1868
- La Séparation de l'Église et de l'État, Paris, Le Chevalier, 1869

## Distinctions
- Chevalier de la Légion d'honneur (14 janvier 1879)
- Officier de la Légion d'honneur (13 juillet 1881)
- Officier de l'Instruction publique (1883)
- Commandeur de la Légion d'honneur (décret du 12 juillet 1886)[7]. Il est fait commandeur par le général Joseph Eugène Dumont le 1er août 1886.